# (14170) 1998 VF6
(14170) 1998 VF6 est un astéroïde de la ceinture principale d'astéroïdes découvert en 1998.

## Description
(14170) 1998 VF6 a été découvert le 11 novembre 1998 à l'observatoire de Nachikatsuura au Japon, par Yoshisada Shimizu et Takeshi Urata.

### Caractéristiques orbitales
L'orbite de cet astéroïde est caractérisée par un demi-grand axe de 3,16 UA, un périhélie de 2,82 UA, une excentricité de 0,11 et une inclinaison de 4,44° par rapport à l'écliptique. Du fait de ces caractéristiques, à savoir un demi-grand axe compris entre 2 et 3,2 UA et un périhélie supérieur à 1,666 UA, il est classé, selon la JPL Small-Body Database, comme objet de la ceinture principale d'astéroïdes.

### Caractéristiques physiques
(14170) 1998 VF6 a une magnitude absolue (H) de 13,5 et un albédo estimé à 0,288.